# Dongfeng eπ 008
Dongfeng eπ 008 — кроссовер, разработанный суббрендом Dongfeng eπ (东风奕派) в 2024 году.

## История
Осенью 2023 года компания Dongfeng запустила суббренд eπ, предназначенный для производства электромобилей. Первой моделью стал Dongfeng eπ 007. Позже была представлена модель eπ 008.
Dongfeng eπ 008 впервые был представлен 25 апреля 2024 года на Пекинском автосалоне. Он выпускается как в гибридном, так и в электрическом исполнении.
Узкие фары, матричные задние фонари и скрытые дверные ручки, интегрированные с осветительной частью, являются отличительными чертами внешнего дизайна. Модель может быть оснащена колёсами диаметром 20 или 21 дюйм. В салоне также имеются большой экран и цифровая приборная панель в центральной части, а также беспроводная система зарядки для смартфонов.

## Особенности
Dongfeng eπ 008 оснащён электродвигателем мощностью 200 кВт на задней оси и литий-железо-фосфатным аккумулятором ёмкостью 82,28 кВт⋅ч с запасом хода 636 км. Максимальная скорость 180 км/ч. Гибридная силовая установка включает в себя 1,5-литровый четырёхцилиндровый двигатель мощностью 108 кВт с запасом хода 154 км по циклу CLTC.